# Cantón de Beaumes-de-Venise
El cantón de Beaumes-de-Venise era una división administrativa francesa, que estaba situada en el departamento de Vaucluse y la región de Provenza-Alpes-Costa Azul.

## Composición
El cantón estaba formado por siete comunas:
- Beaumes-de-Venise
- Gigondas
- Lafare
- La Roque-Alric
- Sablet
- Suzette
- Vacqueyras

## Supresión del cantón de Beaumes-de-Venise
En aplicación del Decreto n.º 2014-249 de 25 de febrero de 2014, el cantón de Beaumes-de-Venise fue suprimido el 22 de marzo de 2015 y sus 7 comunas pasaron a formar parte; seis del nuevo cantón de Vaison-la-Romaine y una del nuevo cantón de Monteux.